# Odin (Illinois)
Pour les articles homonymes, voir Odin (homonymie).
Odin est un village du comté de Marion dans l'Illinois, aux États-Unis,. Situé au centre du comté, il est incorporé le 9 avril 1874.

## Démographie
Lors du recensement de 2010, le village comptait une population de 1 076 habitants. Elle est estimée, en 2016, à 1 033 habitants.

### Source de la traduction
- (en) Cet article est partiellement ou en totalité issu de l’article de Wikipédia en anglais intitulé « Odin, Illinois » (voir la liste des auteurs).